# Macroteleia liebeli
Macroteleia liebeli är en stekelart som beskrevs av Jean-Jacques Kieffer 1917. Macroteleia liebeli ingår i släktet Macroteleia och familjen Scelionidae. Inga underarter finns listade i Catalogue of Life.